# Missões diplomáticas de Mônaco

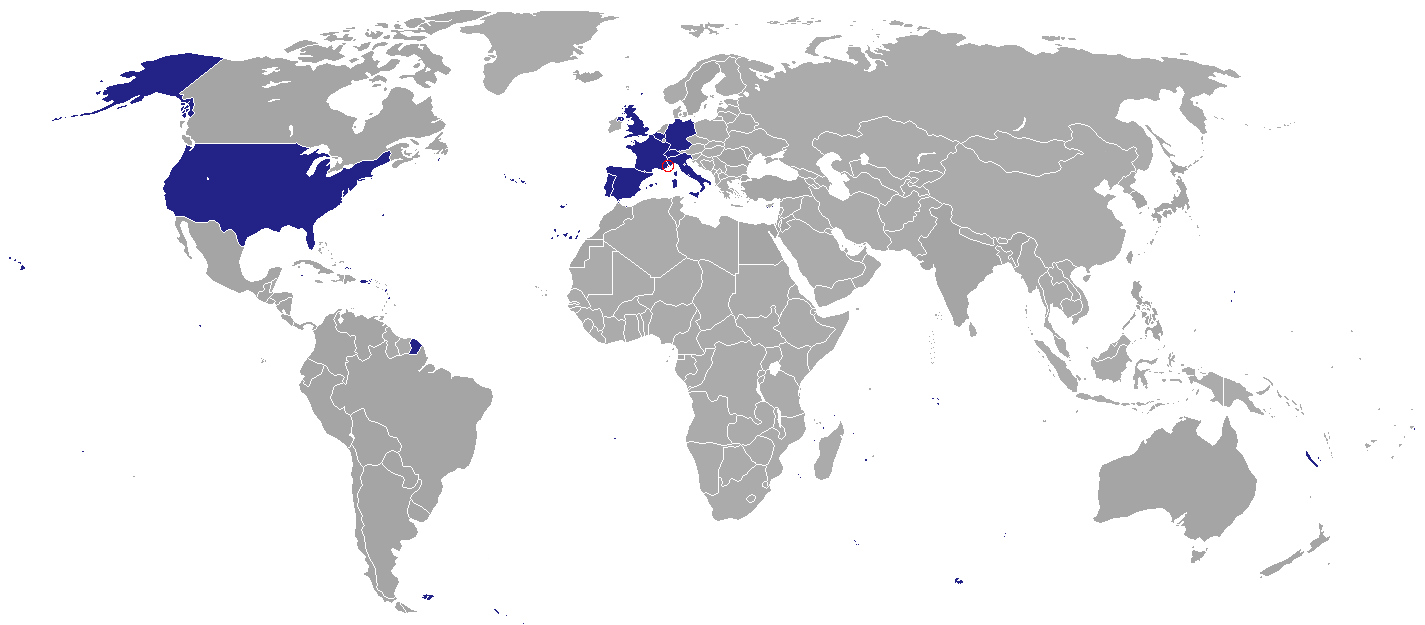
Mapa das missões diplomáticas de Mônaco

Mônaco é o segundo menor país do mundo, atrás apenas do Vaticano e o mais densamente povoado. Fica localizado entre o Mar Mediterrâneo e a França, sobre a Riviera francesa. Abaixo se encontram as embaixadas e consulados da micronação:

## América

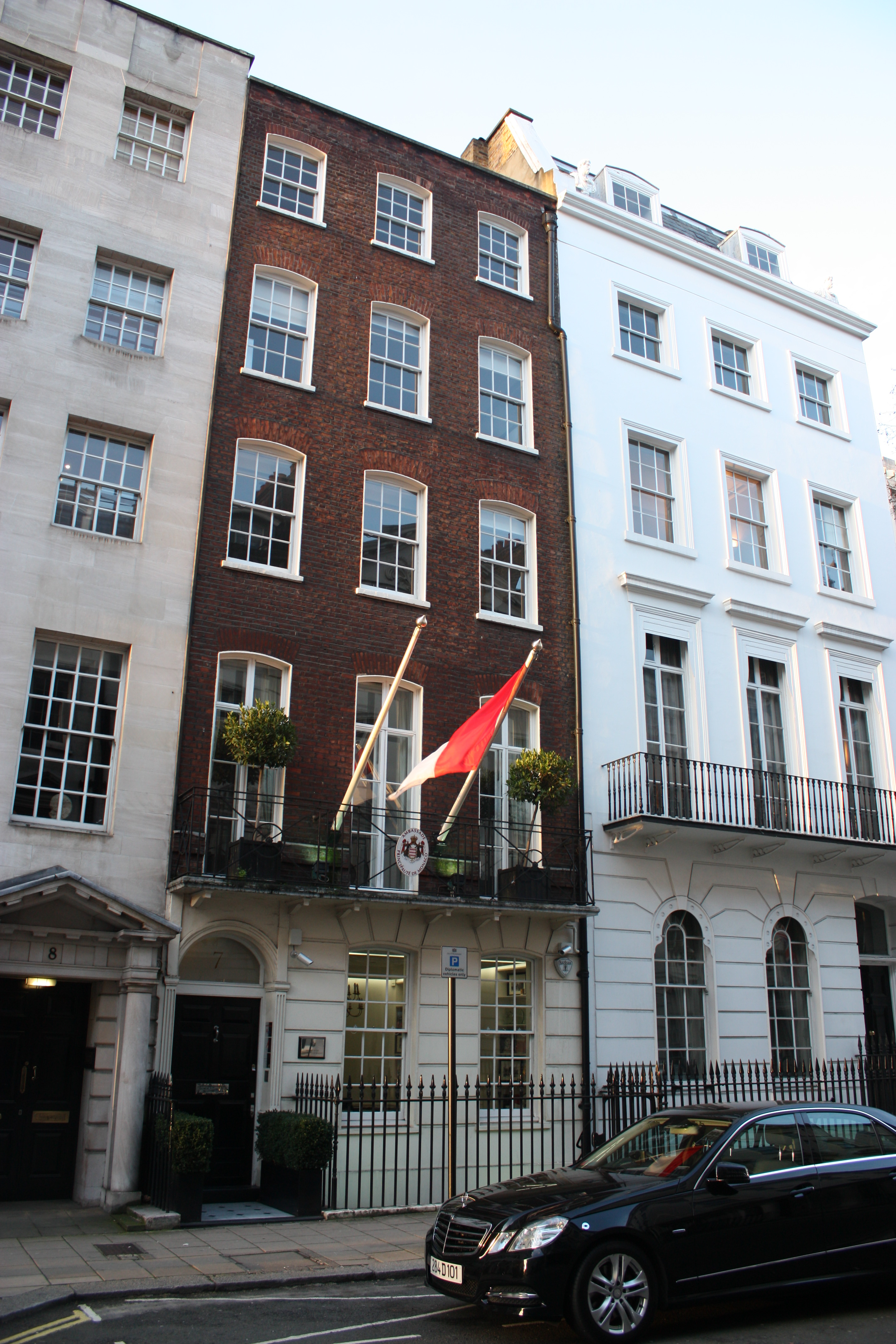
Embaixada de Mônaco em Londres

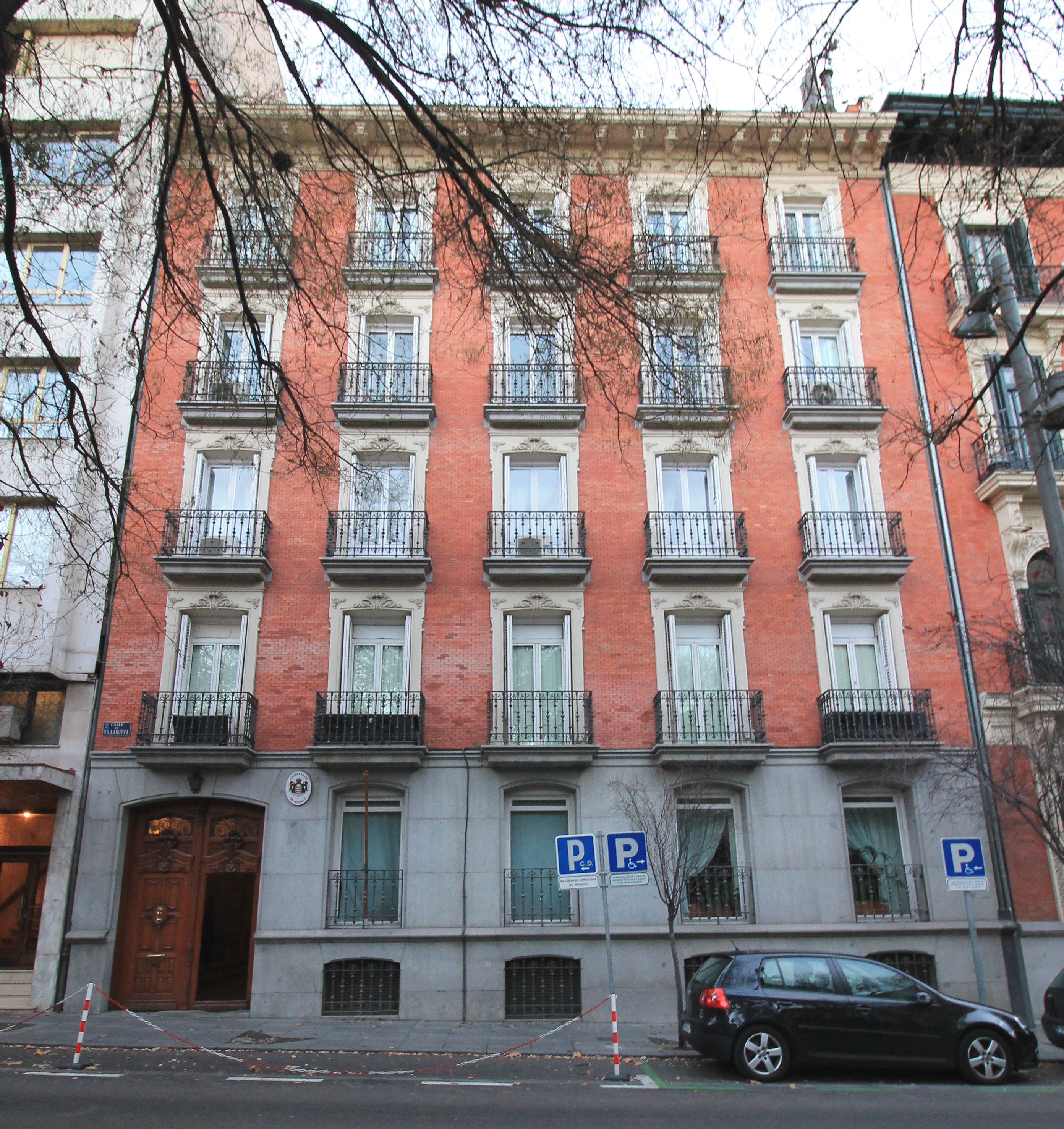
Embaixada de Mônaco em Madrid

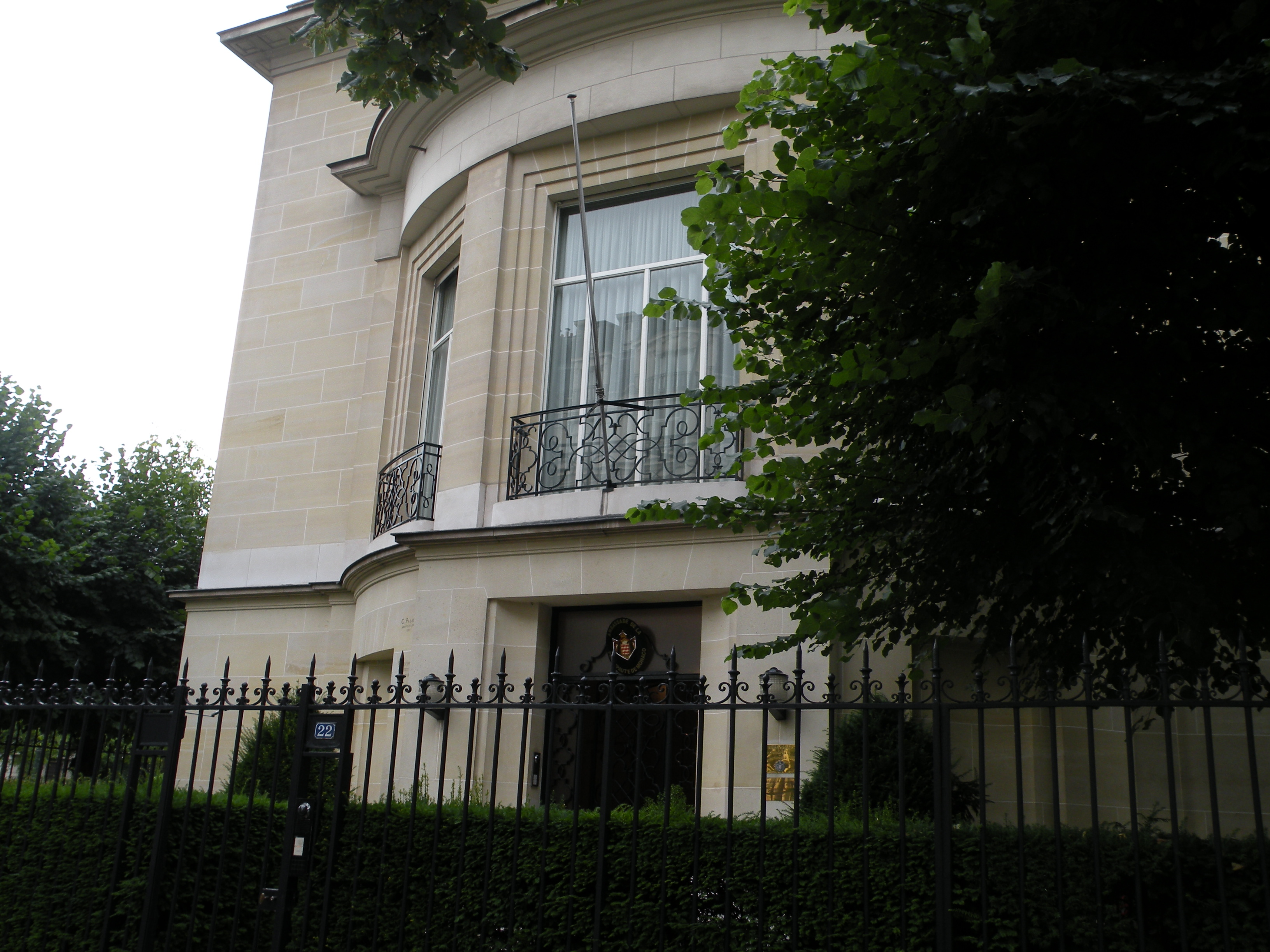
Embaixada de Mônaco em Paris

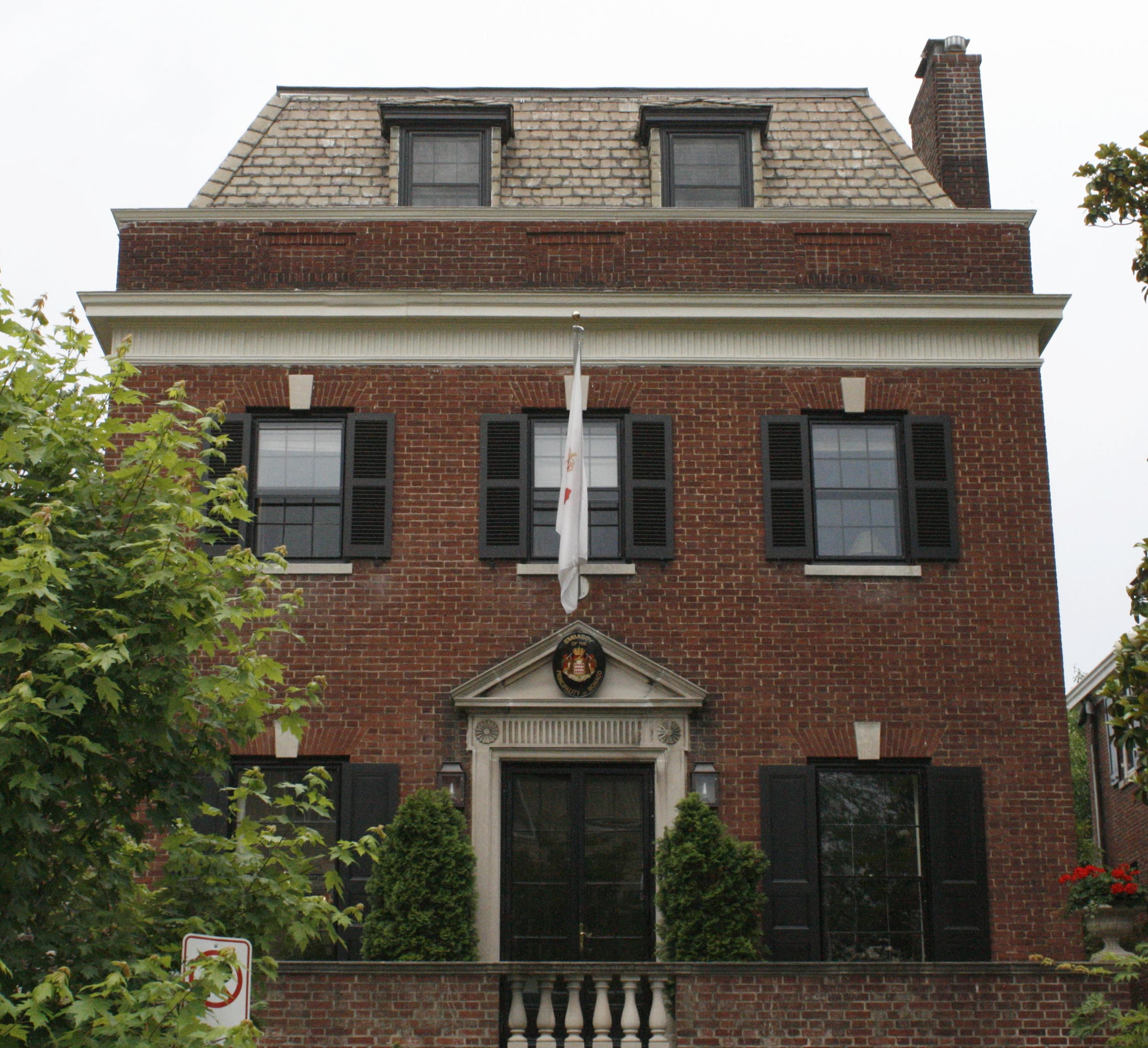
Embaixada de Mônaco em Washington, D.C

- Estados Unidos
  - Washington, D.C. (Embaixada)
  - Nova Iorque (Consulado-Geral)

## Europa
- Alemanha
  - Berlim (Embaixada)
- Bélgica
  - Bruxelas (Embaixada)
- Espanha
  - Madrid (Embaixada)
- França
  - Paris (Embaixada)
- Itália
  - Roma (Embaixada)
- Reino Unido
  - Londres (Embaixada)
- Santa Sé
  - Vaticano (Embaixada)
- Suíça 
  - Berna (Embaixada)

## Organizações multilaterais
- Bruxelas (Missão Permanente do país ante a União Europeia)
- Nova Iorque (Missão Permanente do país ante as Nações Unidas)
- Paris (Missão Permanente do país ante a Unesco)